# Division 3 i fotboll för herrar
Division 3 är den femte högsta serienivån i fotboll för herrar. 
Som namnet antyder har den tidigare varit Sveriges tredje högsta (från och med 1928/1929), men blev den fjärde högsta 1987 och den femte högsta 2006.
Divisionen innehåller tolv serier med tolv lag var, där vinnarlagen flyttas upp till Division 2. Andralagen får kvala för uppflyttning med andraplacerade från andra serier. Lag nio får kvala för att undvika nedflyttning. Lag tio, elva och tolv flyttas ner till Division 4.